# Vallermosa
Vallermosa là một đô thị ở tỉnh Sud Sardegna, vùng Sardegna của Ý, có vị trí cách khoảng 30 km về phía tây bắc của Cagliari. Đến thời điểm ngày 31 tháng 12 năm 2004, đô thị này có dân số 1.995 và diện tích là 61,8 km².
Vallermosa giáp các đô thị: Decimoputzu, Iglesias, Siliqua, Villacidro, Villasor.

## Khí hậu
| Dữ liệu khí hậu của Vallermosa (1981-2010)                     | Dữ liệu khí hậu của Vallermosa (1981-2010) | Dữ liệu khí hậu của Vallermosa (1981-2010) | Dữ liệu khí hậu của Vallermosa (1981-2010) | Dữ liệu khí hậu của Vallermosa (1981-2010) | Dữ liệu khí hậu của Vallermosa (1981-2010) | Dữ liệu khí hậu của Vallermosa (1981-2010) | Dữ liệu khí hậu của Vallermosa (1981-2010) | Dữ liệu khí hậu của Vallermosa (1981-2010) | Dữ liệu khí hậu của Vallermosa (1981-2010) | Dữ liệu khí hậu của Vallermosa (1981-2010) | Dữ liệu khí hậu của Vallermosa (1981-2010) | Dữ liệu khí hậu của Vallermosa (1981-2010) | Dữ liệu khí hậu của Vallermosa (1981-2010) |
| Tháng                                                          | 1                                          | 2                                          | 3                                          | 4                                          | 5                                          | 6                                          | 7                                          | 8                                          | 9                                          | 10                                         | 11                                         | 12                                         | Năm                                        |
| -------------------------------------------------------------- | ------------------------------------------ | ------------------------------------------ | ------------------------------------------ | ------------------------------------------ | ------------------------------------------ | ------------------------------------------ | ------------------------------------------ | ------------------------------------------ | ------------------------------------------ | ------------------------------------------ | ------------------------------------------ | ------------------------------------------ | ------------------------------------------ |
| Trung bình ngày tối đa °C (°F)                                 | 15.4 (59.7)                                | 16.4 (61.5)                                | 19.2 (66.6)                                | 21.3 (70.3)                                | 26.4 (79.5)                                | 31.5 (88.7)                                | 34.9 (94.8)                                | 35.3 (95.5)                                | 30.1 (86.2)                                | 25.5 (77.9)                                | 19.6 (67.3)                                | 16.0 (60.8)                                | 24.3 (75.7)                                |
| Tối thiểu trung bình ngày °C (°F)                              | 4.5 (40.1)                                 | 4.5 (40.1)                                 | 6.3 (43.3)                                 | 8.4 (47.1)                                 | 12.3 (54.1)                                | 16.2 (61.2)                                | 18.7 (65.7)                                | 19.4 (66.9)                                | 16.9 (62.4)                                | 13.9 (57.0)                                | 9.1 (48.4)                                 | 5.9 (42.6)                                 | 11.3 (52.3)                                |
| Lượng Giáng thủy trung bình mm (inches)                        | 63.8 (2.51)                                | 62.1 (2.44)                                | 48.7 (1.92)                                | 55.3 (2.18)                                | 29.2 (1.15)                                | 13.8 (0.54)                                | 4.2 (0.17)                                 | 12.1 (0.48)                                | 41.2 (1.62)                                | 54.4 (2.14)                                | 88.9 (3.50)                                | 82.0 (3.23)                                | 555.8 (21.88)                              |
| Nguồn: Climatologia della Sardegna per il trentennio 1981-2010 |                                            |                                            |                                            |                                            |                                            |                                            |                                            |                                            |                                            |                                            |                                            |                                            |                                            |